# Roddersee
Der Roddersee, auch Dinnendahlsee genannt, ist ein See in der Nähe von Erftstadt im Bundesland Nordrhein-Westfalen.

## Geographie

### Form
Der Roddersee ist ca. 615 Meter lang und an seiner breitesten Stelle misst man 200 Meter. Die maximale Tiefe beträgt 9 m und der See hat eine Größe von 10,6 ha.

### Ab- und Zuflusssystem
Vom Roddersee startet der einzige Abfluss, der in den Köttinger See mündet. Zuflüsse kommen u. a. vom Knapsacker See und Villesee.

## Umweltbelastung
Der See ist laut Angaben des Düsseldorfer Landesumweltministeriums mit PFT (perfluorierte Tenside) verseucht.
Auch in untersuchten Fischen wurde eine erhebliche Schadstoffbelastung u. a. mit Quecksilber festgestellt. Als Verursacher wird die so genannten UK-Wesseling-Deponie angenommen, eine legale Altdeponie nahe dem Knapsacker See, die in der Vergangenheit von mehreren Firmen genutzt worden ist. Laut Aussage des Amtes für Wasser, Abfallwirtschaft und Bodenschutz beim Rhein-Erft-Kreis wurden dort auch Rückstände aus der Verbrennung gelagert, die in geringem Maße Quecksilber enthielten. Die Altdeponie wurde im Zuge der Rekultivierungsarbeiten inzwischen zugekippt.
Im Roddersee ist ebenso wie in den benachbarten Gewässern Concordiasee und Köttinger See  das Angeln derzeit verboten.